# Mjanma na Letnich Igrzyskach Paraolimpijskich 2012
Mjanmę na Letnich Igrzyskach Paraolimpijskich 2012 w Londynie reprezentowało 2 zawodników w 2 konkurencjach. 
Dla reprezentacji Mjanmy był to piąty start w igrzyskach paraolimpijskich (poprzednio w 1976, 1984, 1992 i 2008). Dotychczas żaden zawodnik nie zdobył paraolimpijskiego medalu.

## Kadra

### Lekkoatletyka
| Zawodnik  | Konkurencja           | Odległość | Wynik | Pozycja |
| --------- | --------------------- | --------- | ----- | ------- |
| Naing Win | rzut oszczepem F57-58 | 29.91     | 589   | 14      |

### Pływanie
| Zawodnik       | Konkurencja             | Kwalifikacje | Kwalifikacje | Finał                  | Finał                  |
| Zawodnik       | Konkurencja             | Czas         | Pozycja      | Czas                   | Pozycja                |
| -------------- | ----------------------- | ------------ | ------------ | ---------------------- | ---------------------- |
| Sit Aung Naing | 100m st. grzbietowym S6 | 1:27.00      | 9            | Nie zakwalifikował się | Nie zakwalifikował się |
| Sit Aung Naing | 50m st. motylkowym S6   | 35.41        | 9            | Nie zakwalifikował się | Nie zakwalifikował się |